# Three Rings Design
Three Rings Design, Inc. är  ett företag som utvecklar onlinespel, grundat 30 mars 2001 av Daniel James och Michael Bayne. 